# Macromantis saussurei
Macromantis saussurei är en bönsyrseart. Macromantis saussurei ingår i släktet Macromantis och familjen Mantidae. Inga underarter finns listade i Catalogue of Life.